# برو روی کوه بگویش (رمان)
برو روی کوه بگویش (انگلیسی: Go Tell It on the Mountain) یک رمان نیمه‌خودزندگی‌نامه‌ای نوشتهٔ جیمز بالدوین است که در سال ۱۹۵۳ منتشر شد. داستان دربارهٔ جان گرایمز، یک نوجوان باهوش در محلهٔ هارلم و رابطه او با خانواده و کلیسا در دههٔ ۱۹۳۰ است. این رمان همچنین راوی داستان‌های مادر جان، پدر بیولوژیک او و ناپدری خشن و متعصب مذهبی او هم هست. این رمان بر نقش کلیسای پنطیکاستی در زندگی آمریکایی‌های آفریقایی‌تبار، هم به عنوان منبع منفی سرکوب و ریاکاری اخلاقی و هم منبع مثبت الهام و همبستگی، تمرکز دارد. در ۱۹۸۸، انتشارات مادرن لایبرری این کتاب را در رتبهٔ ۳۹اُم در فهرست صد رمان برتر انگلیسی سده بیستم قرار داد. مجله تایم این رمان را در فهرست ۱۰۰ رمان انگلیسی‌زبان برتر منتشر شده از سال ۱۹۲۳ تا ۲۰۰۵ قرار داد. 